# Castillo de Castellnou
El castillo de Castelnou se encuentra en la comarca del Rosellón. Situado en lo alto del cerro con la aldea a su alrededor, fue construido en el año 990 por el señor de Castellnou.
El castillo fue asaltado y tomado en 1276 por Jaime II de Mallorca, aunque en el año 1293 volvió a ser tomado por Jaspert V de Castellnou.
El castillo fue abandonado durante la Revolución francesa, después de haber sido saqueado. La restauración data de 1897 y fue comprado en 1981 por una sociedad privada que se encarga de la conservación y explotación turística del castillo.

## Arquitectura
Tiene planta de pentágono con dos lados en ángulo recto. Las paredes almenadas tienen una medida de 3 metros de espesor.
Es difícil saber el aspecto original del castillo, a causa de la destrucción que tuvo que soportar, y también por la restauración y la reconstrucción del siglo XIX. Fotografías de antes de la restauración nos muestra una ventana en la gran sala del castillo y no cuatro como en la actualidad.